# Bogotá-Pakt von 1948

Eintrag des Bogotá-Pakts in der Vertragssammlung der Vereinten Nationen

Der Bogotá-Pakt von 1948 – offiziell Amerikanischer Vertrag über die friedliche Streitschlichtung – ist ein völkerrechtlicher Vertrag, mit dem sich eine Reihe von amerikanischen Staaten dazu verpflichtet hat, zwischen ihnen bestehende Konflikte ohne die Anwendung oder Androhung von Gewalt und ausschließlich mit friedlichen Mitteln zu lösen. Das Abkommen zwischen bisher 15 mittel- und südamerikanischen Ländern enthält zur Verwirklichung dieses Ziels detaillierte Regeln für verschiedene Verfahren der friedlichen Streitbeilegung.
Der Vertrag wurde am 30. April 1948 in der kolumbianischen Hauptstadt Bogotá unterzeichnet und trat am 6. Mai 1948 in Kraft. Depositar ist das Generalsekretariat der am selben Tag gegründeten Organisation Amerikanischer Staaten (OAS), zu deren Rechtsgrundlagen der Bogotá-Pakt zählt. Nach dem Vertrag von Rio und der OAS-Charta war er der dritte Vertrag zur Neuregelung der interamerikanischen Beziehungen nach Ende des Zweiten Weltkrieges. Darüber hinaus war er eines der ersten multilateralen Abkommen, durch das dem 1945 gegründeten Internationalen Gerichtshof Zuständigkeiten übertragen wurden. Da nicht alle Mitgliedsländer der OAS dem Abkommen beigetreten sind und wegen zum Teil weitreichender Vorbehalte einiger Vertragsparteien ist der Bogotá-Pakt allerdings in der Praxis nur von geringer Relevanz.

## Geschichte

Die Flagge der Organisation Amerikanischer Staaten, die zeitgleich mit dem Abschluss des Bogotá-Pakts gegründet wurde und als dessen Depositar fungiert

Ab 1889 war zwischen den Staaten Nord-, Mittel- und Südamerikas eine Reihe von Verträgen über die friedliche Beilegung von internationalen Konflikten geschlossen worden. Diese wiesen jedoch verschiedene Mängel wie komplexe inhaltliche Ausgestaltung und eine geringe Zahl an Vertragsparteien auf. Zudem gab es teilweise Widersprüche der Verträge untereinander beziehungsweise mit der Satzung des nach dem Ersten Weltkrieg entstandenen Völkerbundes. Nach dem Ende des Zweiten Weltkrieges fand vom 21. Februar bis 8. März 1945 in Mexiko-Stadt die Interamerikanische Konferenz zu Problemen von Krieg und Frieden statt, zu deren Ergebnissen die Forderung nach einer juristischen und organisatorischen Neuordnung der interamerikanischen Beziehungen zählte. Im Rahmen dieser auch als Konferenz von Chapultepec bezeichneten Tagung wurde in Form einer Resolution unter anderem die Notwendigkeit betont, „die bestehenden interamerikanischen Friedenssicherungsverträge in einem einheitlichen, organisierten und harmonischen Instrument zu konsolidieren“. Während der neunten Panamerikanischen Konferenz, die drei Jahre später in Bogotá abgehalten wurde und zur Gründung der Organisation Amerikanischer Staaten (OAS) führte, kam es dann am 30. April 1948 zur Unterzeichnung des Amerikanischen Vertrages über die friedliche Streitschlichtung. Er konkretisiert und erweitert die in den Artikeln 20 bis 23 der Charta der OAS enthaltenen grundlegenden Vorgaben zu diesem Bereich und stellt damit den Spezialvertrag dar, auf den die OAS-Charta diesbezüglich verweist. Das Abkommen wurde im Rahmen der Konferenz von 21 Staaten unterzeichnet, von denen 15 später auch Vertragspartei wurden. Als erstes Land trat am 23. November 1948 Mexiko dem Vertrag bei, als bisher letztes Land am 14. April 2011 Bolivien.
Aus rechtshistorischer Sicht war der Bogotá-Pakt einer der ersten multilateralen Verträge, durch den Zuständigkeiten an den 1945 gegründeten Internationalen Gerichtshof (IGH) übertragen wurden. Darüber hinaus zählte er zu den ersten internationalen Abkommen, in denen sich die Vertragsparteien nicht nur zur Nichtanwendung von Gewalt, sondern ohne Einschränkungen auch zum Verzicht auf die Androhung von Gewalt verpflichteten. Trotz des Vertrages kam es im Juli 1969 zwischen den beiden Vertragsparteien Honduras und El Salvador zu militärischen Auseinandersetzungen, die rund 2100 Todesopfer forderten und als Fußballkrieg in die Geschichte eingingen. El Salvador hat seinen 1950 erfolgten Beitritt am 24. November 1973 wieder aufgekündigt. Die Regierung des Landes begründete dies in der entsprechenden Erklärung mit der mangelnden Akzeptanz, die in der geringen Zahl an Ratifikationen und den zum Teil umfangreichen Vorbehalten einzelner Vertragsparteien zum Ausdruck kommen würde, sowie mit Konflikten zwischen einigen Bestimmungen des Vertrages und verfassungsrechtlichen Prinzipien zur Souveränität und Integrität des Landes, welche zum Zeitpunkt des Beitritts El Salvadors zum Bogotá-Pakt noch nicht bestanden.
Eine zentrale Rolle spielte der Bogotá-Pakt im Verfahren Border and Transborder Armed Actions, das Nicaragua im Juli 1986 vor dem Internationalen Gerichtshof (IGH) gegen Honduras beantragte, für die Frage der Zuständigkeit des IGH. Gegenstand der Klage war der Vorwurf, Honduras würde die als Contras bezeichneten Guerilla-Verbände, die in Nicaragua gegen die damalige sandinistische Regierung operierten, durch materielle, logistische und militärische Hilfe unterstützen. Obwohl Honduras die Zuständigkeit des IGH verneinte, nahm dieser den Fall im Dezember 1988 einstimmig zur Entscheidung an und stützte sich dabei entgegen der honduranischen Position auf Artikel 31 des Bogotá-Pakts, mit dem die Vertragsparteien die Jurisdiktion des Gerichtshofs für bestimmte Fragestellungen anerkennen. Weitere Einwände von Honduras bezogen sich auf Artikel 2 des Vertrages, der den erfolglosen Abschluss direkter diplomatischer Verhandlungen zur Vorbedingung für Konfliktlösungsversuche mittels anderer Verfahren erklärt, sowie auf Artikel 4, der vor Eröffnung eines neuen Verfahrens zur Streitbeilegung den Abschluss eines laufenden Verfahrens vorsieht. Der IGH bewertete diesbezüglich den sogenannten Contadora-Prozess, eine Vermittlungsinitiative Kolumbiens, Mexikos, Panamas und Venezuelas, sowohl als beiderseitiges Eingeständnis der Erfolglosigkeit bilateraler Verhandlungen als auch als abgeschlossenen Konfliktlösungsversuch, und entschied damit auch in diesen beiden Punkten gegen Honduras. Das Verfahren wurde nach einer außergerichtlichen Vereinbarung zwischen beiden Ländern im Dezember 1989 auf Antrag Nicaraguas im Mai 1992 ohne eine Entscheidung des Gerichts eingestellt.
In einem Verfahren um Grenzstreitigkeiten zwischen Nicaragua und Kolumbien im Karibischen Meer bestätigte der IGH mit Urteil vom 19. November 2012 zwar die Hoheitsgewalt Kolumbiens über den Archipel San Andrés und Providencia, sprach jedoch zugleich das Recht zur wirtschaftlichen Nutzung des umliegenden Meeresgebietes Nicaragua zu. Die kolumbianische Regierung lehnte dieses Urteil ab und trat in der Folge am  27. November 2012 aus dem Bogotá-Pakt aus. Kolumbien, das bezüglich der Zuständigkeit des IGH bisher keine Unterwerfungserklärung abgegeben hat, unterliegt damit auch in Konflikten mit Vertragsstaaten des Bogotá-Pakts nicht mehr der Jurisdiktion des IGH.

## Inhalte

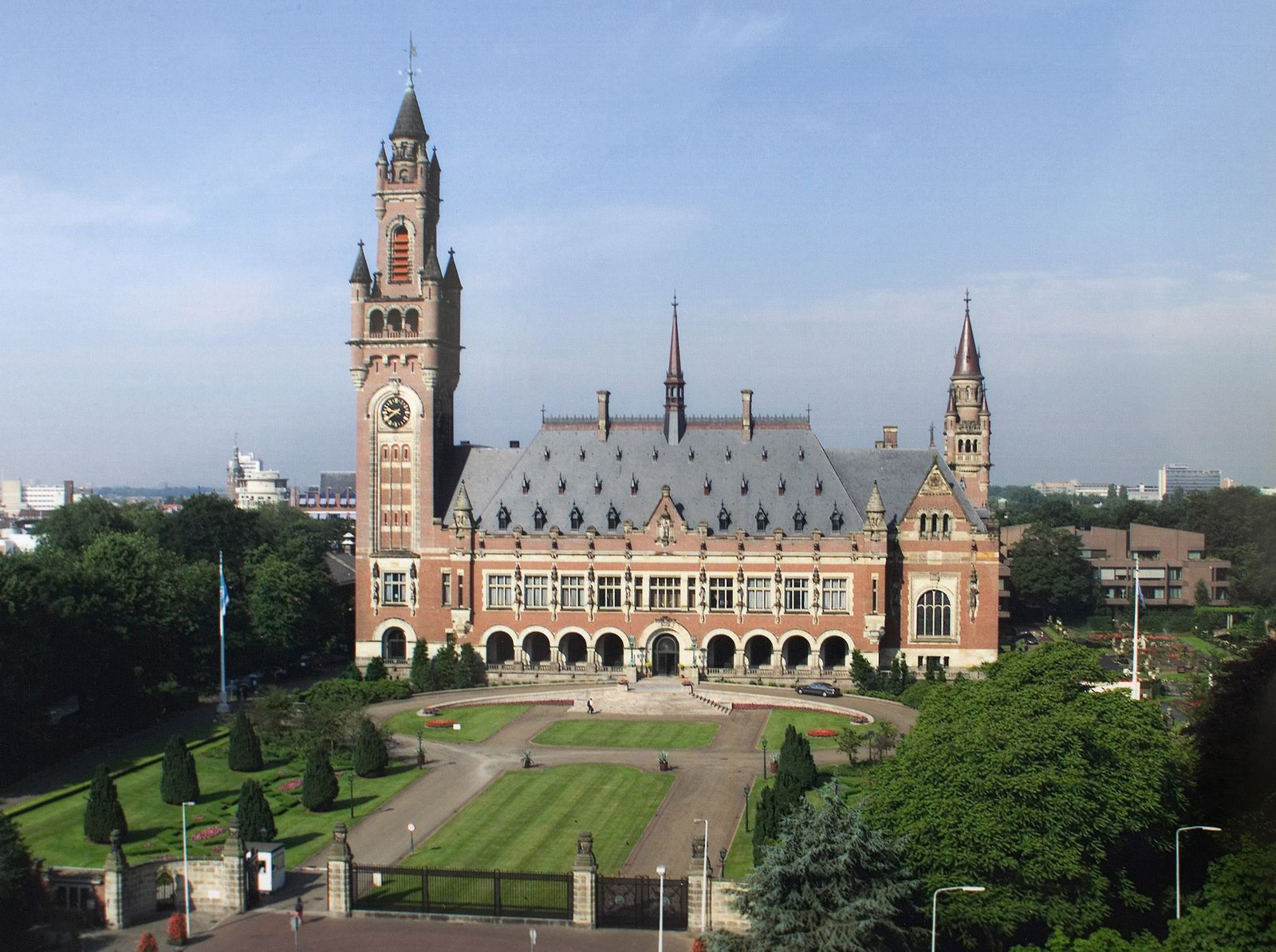
Der Sitz des Internationalen Gerichtshofs in Den Haag, dem durch den Bogotá-Pakt die Zuständigkeit für den Bereich der gerichtlichen Konfliktbeilegung übertragen wurde

Der Bogotá-Pakt, registriert unter der Nummer 449 in der Vertragssammlung der Vereinten Nationen, wurde mit dem Ziel abgeschlossen, die definitive friedliche Schlichtung aller interamerikanischen Konflikte jedweder Art innerhalb eines angemessenen zeitlichen Rahmens zu ermöglichen und damit alle in diesem Bereich bereits bestehenden bilateralen und regionalen Abkommen abzulösen. Die Vertragsparteien verpflichten sich in Artikel 1, bei Konflikten von der Anwendung oder Androhung von Gewalt sowie anderer Zwangsmaßnahmen abzusehen und zu allen Zeiten friedliche Mittel zur Beilegung ihrer Streitigkeiten zu nutzen. Der Vertrag regelt hierzu in den Artikeln 9 bis 30 zunächst die Streitschlichtung durch die Erbringung guter Dienste und durch Vermittlung durch unbeteiligte Drittstaaten (Kapitel 2) sowie die Streitbeilegung mittels eines Vergleichsverfahrens durch eine Ermittlungs- und Schlichtungskommission (Kapitel 3).
Die Artikel 31 bis 37 (Kapitel 4) behandeln die Konfliktlösung mittels gerichtlicher Verfahren, insbesondere die Zuständigkeit des Internationalen Gerichtshofs (IGH) für alle Streitigkeiten zwischen den Vertragsparteien bezüglich der Auslegung von Verträgen, zu Fragen des Völkerrechts, zu Fragen der Verletzung internationaler Verpflichtungen sowie zu Art und Umfang von Reparationen, die daraus resultieren. Die Vertragsparteien unterwerfen sich für diese Bereiche der Jurisdiktion des IGH, sofern andere Verfahren der Streitbeilegung zu keiner Lösung geführt haben. Bei Uneinigkeit zwischen Konfliktparteien über die Zuständigkeit des IGH obliegt diesem auch die Entscheidung über diese Frage. Erklärt sich der IGH für nicht zuständig, weil die Streitfrage nach Ansicht des Gerichts durch bestehende Verträge geregelt ist oder in den Bereich des nationalen Rechts eines Landes fällt, gilt der Konflikt als beendet.  Verneint der IGH hingegen aus anderen Gründen seine Zuständigkeit, sind die Vertragsparteien zur Konfliktlösung mittels der Verfahren der internationalen Schiedsgerichtsbarkeit verpflichtet. Entsprechende Regelungen sind in den Artikeln 38 bis 49 (Kapitel 5) des Vertrages enthalten, die Vorgaben zur Einrichtung und Besetzung von Ad-hoc-Schiedstribunalen enthalten. Unabhängig von den Vorgaben in Kapitel 4 können die Vertragsparteien Schiedsverfahren im gegenseitigen Einvernehmen für jede Streitfrage nutzen, die sich zwischen ihnen ergibt.
Der Artikel 50 (Kapitel 6) regelt die Zuständigkeit des Sicherheitsrats der Vereinten Nationen für den Fall der Nichteinhaltung der Verpflichtungen, die für die Vertragsparteien aus einer Entscheidung des IGH oder einem Schiedsspruch resultieren. Zuvor soll jedoch diejenige Konfliktpartei, die einer anderen entsprechende Verstöße vorwirft, ein Treffen der Außenminister zur Beratung über die Beilegung der Differenzen vorschlagen. Artikel 51 (Kapitel 7) eröffnet den Vertragsparteien die Möglichkeit, über den Rat der OAS beim UN-Sicherheitsrat oder bei der UN-Generalversammlung die Einholung eines Rechtsgutachtens des Internationalen Gerichtshofs zu beantragen. In den abschließenden Artikeln 52 bis 60 (Kapitel 8) sind die Ausführungs- und Schlussbestimmungen enthalten, die beispielsweise den Beitritt eines Landes, das Inkrafttreten des Abkommens und den Austritt einer Vertragspartei regeln. Entsprechend Artikel 56 soll der Vertrag unbegrenzt gültig sein. In Artikel 58 ist eine Liste der Abkommen enthalten, die durch den Vertrag abgelöst werden.

## Akzeptanz und Kritik

Verbreitung des Bogotá-Pakts:
Dunkelgrün: Vertragsparteien
Hellgrün: Unterzeichnerstaaten
Türkis: Staaten die den Vertrag wieder gekündigt haben

Vertragsparteien des Bogotá-Pakts von 1948 sind mit Stand vom Juni 2015 Bolivien, Brasilien, Chile, Costa Rica, die Dominikanische Republik, Ecuador, Haiti, Honduras, Mexiko, Nicaragua, Panama, Paraguay, Peru und Uruguay. Darüber hinaus haben Argentinien, Kuba, Guatemala, die Vereinigten Staaten und Venezuela den Vertrag unterzeichnet aber nicht ratifiziert. Die Kritik Argentiniens und der USA richtet sich insbesondere gegen die Zuständigkeit und die Rolle des Internationalen Gerichtshofs. Argentinien lehnt dabei neben dem gesamten Kapitel 4 und dem Artikel 50 auch die Vorgaben zu Schiedsverfahren ab. Der Bogotá-Pakt wird außerdem hinsichtlich seiner Ziele als zu umfassend angesehen, da dies die Umsetzung bestimmter Aspekte in der Praxis erschweren oder unmöglich machen würde. Darüber hinaus sind die Möglichkeit weitreichender Vorbehalte durch die Vertragsparteien, die strikte Trennung zwischen gerichtlichem und schiedsgerichtlichem Verfahren sowie die allumfassende Anwendbarkeit von Schiedsverfahren kritisiert worden.
Hinsichtlich der Ausgestaltung der Rechtsgrundlagen der Organisation Amerikanischer Staaten ist der Bogotá-Pakt als eines der zentralen Instrumente zur Regelung der Beziehungen zwischen den Mitgliedsländern konzipiert. Im Gegensatz zur Charta der Vereinten Nationen, durch die dem Sicherheitsrat der Vereinten Nationen und der Generalversammlung der Vereinten Nationen umfangreiche Kompetenzen im Bereich der Beilegung von Konflikten eingeräumt werden, enthält die OAS-Charta diesbezüglich nur wenige allgemeine Regeln für die Zuständigkeiten der Generalversammlung, des ständigen Rates und des Generalsekretariats als den drei ständigen Organen der OAS. Insbesondere wegen der geringen Zahl an Vertragsparteien sowie aufgrund von Vorbehalten verschiedener Länder hat sich der Bogotá-Pakt jedoch in der Praxis bisher nur als eingeschränkt effektiv erwiesen, da die Vertragsparteien nur in wenigen Fällen die Mechanismen des Vertrages genutzt haben. Das Abkommen gilt aus diesem Grund hinsichtlich seiner tatsächlichen Anwendung als weitestgehend bedeutungslos. Den relevanten rechtlichen und organisatorischen Rahmen für die Konfliktlösung und Friedenssicherung auf interamerikanischer Ebene bilden vielmehr, unter Einbeziehung der Institutionen der Organisation Amerikanischer Staaten, die Charta der OAS zusammen mit dem 1947 geschlossenen Interamerikanischen Vertrag über gegenseitigen Beistand. Diesem auch als Vertrag von Rio bezeichneten Abkommen sind mit 22 Vertragsparteien deutlich mehr Staaten beigetreten als dem Pakt von Bogotá, darunter mit Ausnahme von Mexiko alle Länder, die den Bogotá-Pakt ratifiziert oder unterzeichnet haben.
Zur bevorzugten Methode der Konfliktbeilegung zwischen den amerikanischen Staaten haben sich, sowohl auf bilateraler Ebene wie auch im Rahmen der OAS, Konsultationen zwischen den Außenministern entwickelt. Der ständige Rat der OAS verfügt außerdem auf der Basis der OAS-Charta über allgemeine Zuständigkeiten im Bereich der Vergleichs-, Vermittlungs- und Schiedsverfahren, und nutzt diese häufig. Darüber hinaus besteht seit 1970 das Interamerikanische Komitee  für die friedliche Beilegung von Streitigkeiten (Inter-American Committee on Peaceful Settlement), welches das 1940 gegründete Interamerikanische Friedenskomitee abgelöst hat und als Nebenorgan des ständigen OAS-Rates fungiert. Ein wichtiger Grundsatz der Organisation Amerikanischer Staaten ist es, für interamerikanische Konflikte zunächst auf regionaler Ebene Lösungsversuche im Rahmen der OAS-Regularien zu unternehmen, bevor Organe der Vereinten Nationen (UN) wie der UN-Sicherheitsrat und die UN-Generalversammlung einbezogen werden. Dieser auch als „Try OAS first“-Prinzip bezeichnete Ansatz, der sowohl im Bogotá-Pakt als auch im Vertrag von Rio enthalten ist, wurde darüber hinaus in allgemeiner Form in die UN-Charta aufgenommen.